# Eddie Baker
Eddie Baker, född 17 november 1897 i Davis i West Virginia, död 4 februari 1968 i Hollywood i Kalifornien, var en amerikansk skådespelare. Han hade många sheriff- och polisroller. Baker var fackligt verksam som sekreterare och kassör för Screen Actors Guild.

## Filmografi (i urval)
- 1923 – Under Two Jags
- 1923 – Collars and Cuffs
- 1923 – Kill or Cure
- 1923 – Oranges and Lemons
- 1923 – Short Orders
- 1923 – The Soilers
- 1924 – Postage Due
- 1924 – Near Dublin
- 1929 – Helan och Halvan i stämning
- 1931 – Stadens ljus
- 1931 – In igen och ut igen!
- 1931 – Fyra fräcka fripassagerare
- 1931 – Objudna gäster
- 1932 – Två käcka sjömän
- 1932 – Om jag hade en miljon
- 1933 – Helan och Halvans giftermålsbekymmer
- 1933 – Följ med oss till Honolulu
- 1934 – Hälsokuren
- 1934 – Löjliga familjen
- 1934 – Det var två glada gesäller[4]
- 1935 – Samhällets fiende no 1
- 1956 – Jätten
- 1957 – Ung man med gitarr
- 1957 – Åklagarens vittne
- 1960 – Vad vinden sår
- 1960 – En yankee med takter i
- 1962 – Farlig främling
- 1962 – Storm över Washington
- 1962 – Skuggor över Södern